# 马晓晴
马晓晴（1968年—），女，上海人，中国影视演员，中国电影金鸡奖最佳女配角得主。代表作有电影《啊！摇篮》、《顽主》、《北京人在纽约》等。

## 生平
1986年考入上海戏剧学院，后退学。1997年获第17届中国电影金鸡奖最佳女配角。